# Елизабет Олсън
Елизабет Чейс Олсън (на английски: Elizabeth Chase Olsen) е американска актриса, най-известна с ролята си на Уанда Максимоф / Алената вещица в Киновселената на Марвел.

## Биография
Родена е на 16 февруари 1989 г. в Лос Анджелис. Тя е по-малка сестра на Мери-Кейт и Ашли Олсън.

## Частична филмография
- 2011 – „Марта, Марси, Мей, Марлин“ (Martha Marcy May Marlene)
- 2011 – „Тихата къща“ (Silent House)
- 2011 – „Мир, любов и неразбирателство“ (Peace, Love & Misunderstanding)
- 2012 – „Червена светлина“ (Red Lights)
- 2013 – „Олдбой“ (Oldboy)
- 2014 – „Годзила“ (Godzilla)
- 2015 – „Отмъстителите: Ерата на Ултрон“ (Avengers: Age of Ultron)
- 2016 – „Капитан Америка: Войната на героите“ (Captain America: Civil War)
- 2018 – „Отмъстителите: Война без край“ (Avengers: Infinity War)
- 2019 – „Отмъстителите: Краят“ (Avengers: Endgame)
- 2021 – „Уандавижън“ (Wandavision)

## Награди и номинации
| Продукция                   | Дата                | Награда                      | Резултат  |
| --------------------------- | ------------------- | ---------------------------- | --------- |
| „Марта, Марси, Мей, Марлин“ | 18 декември 2011 г. | Сателит за най-добра актриса | номинация |
| „Марта, Марси, Мей, Марлин“ | 26 юли 2012 г.      | Сатурн за най-добра актриса  | номинация |
| –                           | 10 февруари 2013 г. | Награда на БАФТА за дебют    | номинация |